# Перуджа (футбольний клуб)

Склад команди в сезоні 1977/78

Перуджа Кальчо (італ. Perugia Calcio) — італійський футбольний клуб з міста Перуджа.
Заснований в 1905 році. Останнім часом команда грала в основному в Серії А, у 2004 році команда «вилетіла» в Серію B, у 2005 збанкрутувала. З 2005 по 2010 рік відтворена «Перуджа» грала в Серії C1.
У травні 2010 року клуб був оголошений банкрутом і через два місяці позбавлений професіонального статусу. Внаслідок чого команда була виключена із системи професійних ліг Італії.

## Досягнення
- Переможець кубка Інтертото: 2003

## Відомі гравці
У клубі грали:
- Фабіо Гроссо
- Дженнаро Гаттузо
- Желько Калац
- Фабриціо Раванеллі
- Анджело ді Лівіо
- Марко Матерацці
- Хідетоші Наката
- Паоло Россі
- Мілан Рапаіч
- Джоната Мінгоцці
- Дмитро Аленічев

## Виступи в єврокубках

### Кубок УЄФА
| Сезон   | Раунд        | Клуб          | Вдома | На виїзді | В сукупності |
| ------- | ------------ | ------------- | ----- | --------- | ------------ |
| 1979–80 | Перший раунд | Динамо Загреб | 1–0   | 0–0       | 1–0          |
| 1979–80 | Другий раунд | Аріс          | 0–3   | 1–1       | 1–4          |
| 2003–04 | Перший раунд | Данді         | 1–0   | 2–1       | 3–1          |
| 2003–04 | Другий раунд | Аріс          | 2–0   | 1–1       | 3–1          |
| 2003–04 | Третій раунд | ПСВ           | 0–0   | 1–3       | 1–3          |

### Кубок Інтертото
| Сезон | Раунд        | Клуб          | Вдома | На виїзді | В сукупності |
| ----- | ------------ | ------------- | ----- | --------- | ------------ |
| 1999  | Другий раунд | Побєда        | 1–0   | 0–0       | 1–0          |
| 1999  | Третій раунд | Трабзонспор   | 0–3   | 2–1       | 2–4          |
| 2000  | Другий раунд | Стандард Льєж | 1–2   | 1–1       | 2–3          |
| 2002  | Третій раунд | Штутгарт      | 2–1   | 1–3       | 3–4          |
| 2003  | Третій раунд | Алліанссі     | 2–0   | 2–0       | 4–0          |
| 2003  | Півфінал     | Нант          | 0–0   | 1–0       | 1–0          |
| 2003  | Фінал        | Вольфсбург    | 1–0   | 2–0       | 3–0          |